# 岩久正明
岩久 正明（いわく まさあき、1938年2月7日 - ）は、日本の歯科医師・歯学者・開業医。新潟大学名誉教授、元新潟大学大学院医歯学総合研究科口腔生命科学専攻口腔健康科学講座う蝕学分野教授、元新潟大学附属歯科技工士学校長、日本歯科保存学会元会長、日本歯科審美学会元会長、日本歯科人間ドック学会元会長。う蝕学(Cariology)の学問体系の確立で知られるほか、一般には3Mix法の開発者として知られる。

## 略歴
1956年に岐阜県立恵那高等学校、1962年に東京医科歯科大学卒業。以後同大学教官を経て1982年より新潟大学教授、2003年に定年退官し、以後同大学名誉教授に就任、現在は東京都豊島区にて開業医。

## 著作
- 総山孝雄、細田裕康、和久本貞雄、岩久正明『新保存修復術 ウ蝕治療革命の補遺整備』クインテッセンス出版、1985年4月10日。ISBN 978-4-87417-139-4。 NCID BN01341159。
- 岩久正明 他 著、クインテッセンス出版 編『接着性レジンセメントとその臨床応用』クインテッセンス出版、1986年3月10日。ISBN 978-4-87417-166-0。 NCID BN05388405。
- 勝山茂、岩久正明 編『最新コンポジットレジン修復』デンタルダイヤモンド社〈デンタルQシリーズ 2〉、1987年。 NCID BN01508254。
- 岩久正明 著「第1章 修復処置の目的 修復処置の治療としての目的」、五十嵐, 孝義、久光, 久、丸森, 英史 編『トラブル対応マニュアル　インレー・クラウン・ブリッジ編』医歯薬出版〈月刊「歯界展望」別冊〉、1992年11月。 NCID BN09971933。
- 岩久正明 他 著、全国歯科衛生士教育協議会 編『薬理学』医歯薬出版〈新歯科衛生士教本〉、1994年5月。ISBN 4263427270。 NCID BN11705309。
- 岩久正明 著「第2章 歯科材料の進歩がひらいた新臨床 8 感染歯髄の新しい治療法」、増原英一 編『先進歯科技術と新臨床　歯科医療新時代へのアプローチ』医歯薬出版、1995年9月。ISBN 978-4-263-45303-2。 NCID BN13208167。
- 岩久正明 他 著、加藤喜郎、小野瀬英雄 編『カラーアトラス 保存修復の臨床』（第2版）医歯薬出版、1996年4月。ISBN 978-4-263-45325-4。 NCID BN14642260。
- 岩久正明、下河邊宏功 著「4　歯の病気/自然でやさしい治療法」、大橋, 靖、伊藤, 学而; 加藤, 熈 ほか 編『かむこと，のむこと，たべること　咀嚼の科学』医歯薬出版、1996年9月。ISBN 978-4-263-45332-2。 NCID BN14917303。
- 岩久正明 他『抗菌剤による新しい歯髄保存法』日本歯科評論社〈クリニカル・テクニック・シリーズ〉、1996年10月。ISBN 493088148X。 NCID BN15394572。
- 池見宅司 他 編『保存修復学21』監修 岩久正明、永末書店、1998年4月。ISBN 4816010653。 NCID BA36100088。
- 岩久正明、岡本明 著「第4章 直接修復 1.光重合型レジン修復」、小野瀬, 英雄、井上, 廣; 平井, 義人 ほか 編『保存修復学』（第4版）医歯薬出版、2000年3月。ISBN 978-4-263-45463-3。 NCID BA46442510。
- 池見宅司 他 編『保存修復学21』監修 岩久正明 他（改訂版）、永末書店、2002年3月。ISBN 4816011145。 NCID BA56452791。
- 岩久正明 他 著、日本接着歯学会 編『接着歯学 Minimal Interventionを求めて』医歯薬出版、2002年4月20日。ISBN 978-4-263-44135-0。 NCID BA56863628。
- 岩久正明 著「コラム　3ミックスとは　3ミックスの使い方」、中尾, 勝彦、安田, 登、高島, 昭博 編『歯をまもる』医歯薬出版〈Skill up of Dental Practice 1〉、2002年4月。ISBN 978-4-263-40811-7。 NCID BA57164056。
- 上松博子 他『歯科審美学』平沼謙二、丸山剛郎、岩久正明、永末書店、2002年10月。ISBN 481601120X。 NCID BA60825928。
- 岩久正明 他 著、千田, 彰、寺下, 正道; 田上, 順次 ほか 編『保存クリニカルガイド』医歯薬出版、2003年7月。ISBN 4263455665。 NCID BA63723425。
- 岩久正明 他 著、全国歯科衛生士教育協議会 編『薬理学』（第12刷 (補訂)）医歯薬出版〈新歯科衛生士教本〉、2004年1月。ISBN 4263427270。 NCID BA67576209。
- 監著 渡邉誠、岩久正明『歯科衛生士のための高齢者歯科学』永末書店、2005年3月。ISBN 4-8160-1145-5。 NCID BA72082638。
- 金澤, 紀子、武井, 典子、合場, 千佳子 ほか 編『歯科衛生研究の進め方・論文の書き方』医歯薬出版、2007年11月。ISBN 978-4-263-42161-1。 NCID BA84007651。

### 科学研究費補助金研究成果報告書
- 研究代表者 岩久正明 編『2次ウ蝕発生原因の究明とその予防に関する研究 （一般研究(B), 昭和59年度）』1985年3月。 NCID BB07087493。
- 研究代表者 岩久正明 編『2次ウ蝕予防のための細菌学的研究 （一般研究(A), 昭和62年度）』1988年3月。 NCID BB07725104。
- 岩久正明研究代表 編『シミュレーションシステムの導入による歯科臨床教育の合理化・能率化 （基盤研究(A)(1), 平成9-10年度）』1999年3月。 NCID BA41401888。
- 岩久正明研究代表 編『感染歯髄保存のための新抗菌性生体親和性材料の開発並びにその修復技法の確立 （基盤研究(A)(2), 平成8-10年度）』1999年3月。 NCID BA41397011。
- 研究代表者 岩久正明 編『シミュレーションシステムの導入による歯科臨床教育の合理化・能率化（基盤研究(A)(1)), 平成11年度-平成13年度）』2002年3月。 NCID BA57556679。
- 研究代表者 岩久正明 編『ウ蝕への系統的対応のためのクリニカルカリオロジーの確立に関する総合的研究（基盤研究(A)(2)), 平成11年度-平成13年度）』2002年3月。 NCID BA57551019。

## 受賞歴
- 日本歯科材料器械学会賞[1]
- 国際歯科審美学会賞[1]
- 2002年 日本歯科保存学会賞[4]
- 2003年 日本歯科医学会会長賞[5]
- 2017年11月 瑞宝中綬章[6]

## 所属団体
- 日本学術会議 齲蝕学・歯周病学研究連絡委員会 元委員[7]
- 日本歯科医師会
  - 日本歯科医学会 評議員会元議長[1]
    - 日本歯科保存学会 元会長、名誉会員[8]、専門医[9]
    - 日本歯科理工学会 名誉会員[1]
    - 日本老年歯科医学会 元常任理事[1]
    - 日本歯科医学教育学会 元理事[1]
    - 日本接着歯学会 名誉会員[10]
    - 日本歯科審美学会・元会長[1]、名誉会員[11]

  - 豊島区歯科医師会 会員[12]
- 日本歯学系学会協議会 発起人[7]
- 日本歯科人間ドック学会 元会長[13]
- 日本全身咬合学会 理事[1]
- 日本齲蝕学研究会議 理事[1]
- 口腔病学会 評議員[1]
- 新潟歯学会 名誉会員[1]
- 国際歯科研究学会 元Ｊoint Exhibits Committee Member
- 日本抗加齢医学会
  - 抗加齢歯科医学研究会 元世話人[14]
- 日本人間工学会 元歯科部会幹事
- Academy of Dental Material Fellow
- アジア歯科審美学会 元副会長

| 学職                                                           | 学職 | 学職                                          |
| -------------------------------------------------------------- | --- | --------------------------------------------- |
| 先代 細田裕康 第1代                                            | 新潟大学大学院医歯学総合研究科口腔生命科学専攻 口腔健康科学講座う蝕学分野教授 （新潟大学歯学部第一保存学講座教授） 第2代 | 次代 興地隆史 第3代                           |
| 先代 鴨井久一 第1代                                            | 日本歯科人間ドック学会 会長 第2代                                                                                        | 次代 久光久 第3代                             |
| 先代 松浦英夫 第6回 1995年 大阪商工会議所                      | 日本老年歯科医学会学術大会長 第7回 1996年 新潟県民会館                                                                   | 次代 渡辺郁馬 第8回 1997年 東京国際フォーラム |
| 先代 片山直 第4回 2001年 中央社会保険健康センター ペアーレ新宿 | 日本歯科人間ドック学会学術大会長 第5回 2002年 新潟県歯科医師会館                                                         | 次代 森戸光彦 第6回 2003年 鶴見大学会館       |